# Debersdorf
Debersdorf ist ein Gemeindeteil der Stadt Schlüsselfeld im Landkreis Bamberg (Oberfranken, Bayern). Debersdorf liegt in der Gemarkung Heuchelheim.

## Geografie
Das Dorf liegt in dem eng eingeschnittenen Tal des Debersdorfer Bachs, einem linken Zufluss der Reichen Ebrach, und ist von allen Seiten außer im Süden von Wald umgeben. Im Westen befinden sich die Waldparzellen Sturzsee, Mittelwald und Am Grund, im Norden die Debersdorfer Seite und im Osten der Stadtwald. Eine Gemeindeverbindungsstraße verläuft nach Schlüsselfeld zur Staatsstraße 2260 (2,4 km südlich).

## Geschichte
Der Ort wurde ursprünglich „Taberschendorf“ und „Tabersendorf“ genannt. Bestimmungswort ist der slawische Personenname Dobroš(a). Im Würzburgischen Lehenbuch von 1303 wurde der Ort erstmals urkundlich erwähnt. Heinrich Frevel war in diesem als Lehensträger des Zehnts verzeichnet. 1310 wurde das Lehen einem Heinrich Buol aufgetragen, 1312 gelangte es an Heinrich von Thünfeld, der bereits grundherrliche Ansprüche über die Hälfte des Ortes mit Wald und Feldgerechtigkeiten hatte. Im 16. Jahrhundert fielen diese Lehen an das Hochstift Würzburg heim. Das Hochgericht übte das würzburgische Centamt Schlüsselfeld aus.
Im Rahmen des Gemeindeedikts wurde Debersdorf dem 1810 gebildeten Steuerdistrikt Heuchelheim und der im selben Jahr gebildeten Ruralgemeinde Heuchelheim zugewiesen. Ein Anwesen unterstand in der freiwilligen Gerichtsbarkeit dem Patrimonialgericht Aschbach (bis 1848).
Am 1. Juli 1972 wurde Debersdorf im Zuge der Gebietsreform in die Stadt Schlüsselfeld eingegliedert.

### Baudenkmal
- Katholische Kapelle

### Einwohnerentwicklung
| Jahr      | 001819 | 001861 | 001871 | 001885 | 001900 | 001925 | 001950 | 001961 | 001970 | 001987 | 002019 | 002022 |
| Einwohner | 74     | 78     | 69     | 88     | 80     | 81     | 83     | 62     | 64     | 79     | 79     | 72     |
| Häuser    |        |        |        | 18     | 17     | 15     | 14     | 13     |        | 23     |        |        |
| Quelle    | [ 9 ]  | [ 10 ] | [ 11 ] | [ 12 ] | [ 13 ] | [ 14 ] | [ 15 ] | [ 16 ] | [ 17 ] | [ 18 ] |        | [ 1 ]  |

## Religion
Der Ort ist römisch-katholisch geprägt und nach St. Johannes der Täufer (Schlüsselfeld) gepfarrt. Die Einwohner evangelisch-lutherischer Konfession sind nach St. Laurentius (Aschbach) gepfarrt.